# J. Mack Slaughter
J. Mack Slaughter, Jr. (28 de dezembro, 1983) é um ator e cantor norte-americano.

## Carreira
Nasceu em Fort Worth, Texas, Slaughter começou atuando no teatro local para crianças. Aos 15, ele obteve sucesso nas audições para uma boy band em uma rádio de Dallas. Em 2001 a banda se separou, depois Slaughter mudou-se para Los Angeles para começar sua carreira de ator. Em 2003, ele ganhou o papel de Keith na série da WB Like Family. No ano seguinte, Slaughter conseguiu um papel em um filme de comédia Fat Albert, estrelado por Kenan Thompson.

## Filmografia
| Filmes    | Filmes                | Filmes     | Filmes       |
| Ano       | Filme                 | Personagem | Notas        |
| --------- | --------------------- | ---------- | ------------ |
| 2004      | Fat Albert            | Arthur     |              |
| Televisão |                       |            |              |
| Ano       | Titúlo                | Personagem | Notas        |
| 2002      | What I Like About You | Kyle       | 1 episódio   |
| 2003      | Family Affair         | Ethan Kane | 1 episódio   |
| 2003-2004 | Like Family           | Keith      | 23 episódios |